# Шабанов Андрій Валерійович
Андрій Валерійович Шабанов (нар. 21 березня 1976, Одеса) — український телеведучий, шоумен, генеральний продюсер Просто Раді.О.
Ведучий телепроєктів Нового каналу: «Підйом», «Піраньї», «Стенд-Ап Шоу», «Проєкт Перфект», «Проєкт Любов», «Абзац!», ток-шоу «Таємний Агент».
Генеральний продюсер музичної радіостанції «Просто Раді. О» з 2004 року.

## Біографія
Народився у сім'ї інженерів. Батько — Шабанов Валерій Васильович. Мати — Казновська Тетяна Василівна. Завдяки дідові Андрія — Шабанову Василю Петровичу — полковнику радянської авіації, сім'я жила в Одесі. При розподілі, обираючи між Одесою і Москвою, він вирішив вирушити в місто біля Чорного моря, де одружився з жінкою — «знаку вогню».
Батьки — випускники радіотехнічного факультету Одеського політехнічного інституту. Інженери-радіотехніки на запрошення переїхали з Одеси у закрите військове містечко «Чорнобиль-2». Там Андрій пішов у перший клас, а його молодша сестра Олена — у дитячий садочок.
Закінчив середню школу № 33 в Одесі з відзнакою. За словами Андрія, здатність довго говорити незрозуміло про що проявилася в ньому ще в ранньому дитинстві. Розвивалася у шкільні роки. Він вважає, що викладач російської мови та літератури Ганна Сергіївна Айрікян заклала в нього любов до російської мови і завзятість в її вивченні. Пізніше саме це багато у чому допомогло визначитися з покликанням у житті.
Почавши ще в Чорнобилі, продовжив відвідувати музичну школу у рідній Одесі. Закінчив її по класу акордеона. А щоб здаватися завидним нареченим, навчився грати на гітарі. Шкодує, що не вибрав у юності «для понтів» губну гармошку — її завжди можна взяти із собою. У п'ятому класі ходив на бокс, потім кунг-фу. Безуспішно. Два роки присвятив баскетболу.
Займався у «Великому дитячому хорі міста Одеса», виконував навіть кілька сольних композицій. Колектив нерідко відправляли на гастролі за кордон: у Польщу, Чехію, на Мальту. У дев'ятому класі вступив до Одеської студії кіноактора при Одеській кіностудії. 14-річний Шабанов вступив на курс як виняток — набирали студентів з 15 років. Три роки вивчав акторську майстерність, сценічну мову, сценічне мистецтво. Постійно ходив на кастинги. Зіграв роль єврейського хлопчика у кліпі Ігоря Саруханова «Скрип колеса» (робота режисера Тиграна Кеосаяна). У кліпі також знялася Олена Хмельницька. Озвучував одного з героїв у фільмі одеського режисера Вілена Новака «Дике кохання» (1993 рік). Виконав епізодичну роль у фільмі з Анною Самохіною «Поїзд до Брукліна» (1994 рік, режисер — Валерія Федосова).
Після школи вступив до Одеського державного економічного університету, який закінчив з відзнакою за спеціальністю «банківська справа». З першого курсу грав у КВК у складі команди «Командос».
Радіо
Після першого курсу влаштувався підробити діджеєм в один із пляжних клубів. Проводив дискотеки, використовуючи свою касетну фонотеку.
Завдяки величезній кількості нових знайомств, знайшов роботу до душі — 31 серпня 1994 року вперше вийшов в ефір на Просто Раді.О. Перші кілька років, набираючись досвіду, працював невтомно і багато. Рекорд — 16 годин у прямому ефірі в режимі нон-стоп. Каже, виховувався на зразковому ефірі англомовних Voice of America Europe.
У команді одеської радіостанції «зароджувалися» монстри вітчизняного медіаринку: шоумен Андрій Доманський, музичний критик Борис Барабанов, рекламісти Владислав Плахов і Владислав Ворожбієв, а також Андрій Уренєв, який очолював і був програмним директором телеканалу MTV Україна.
Шабанов — ведучий ефіру, автор і ведучий програм «Музичний автомат», «Шабанов-Шоу», «Зоряні війни» на Просто Раді.О.
До речі, в Одесі слава радіо-діджея била всі рекорди. Під час фестивалю КВК в Одесі у 1997 році команда «Гонщики політеху» «Одеського державного університету» навіть жартувала з приводу відомого ведучого Андрія Шабанова на Просто Раді.О.
У 1999 році отримав пропозицію від власника радіостанції Артема Вознюка стати програмним директором Просто Раді.О.

### Навчання вАмериці
Після участі у тижневому семінарі американського радіоконсультанта Сема Свона, якого в Україну привезла компанія «Інтерньюз Юкрейн», Андрій приймає рішення їхати навчатися до Америки. У 2002 році стає студентом «Ohio&Illinois Center for Broadcasting» (США). Після півтора року навчання влаштовується на роботу в місті Клівленді на місцеву радіостанцію.
У 2005 році, отримавши привабливу пропозицію від директора Просто Раді.О, повертається в Україну. Стає Генеральним продюсером радіонапрямку медіахолдингу. А з 2009 року займається створенням київської хвилі нового формату. Приймає рішення піти від популярної музики у бік сучасного року. У чому, безсумнівно, виграє — популярність радіостанції зростає. Паралельно Шабанов реалізовує задумане близько 10 років тому — створити не лише музичну радіостанцію, а й модну розмовну веселу хвилю, яку слухачі не могли б переплутати з жодною іншою.
Саме на Просто Раді.О вперше у столичному радіоефірі під керівництвом Шабанова стартувало перше щоденне розважальне вечірнє радіошоу «Вечірнє Шоу», яке вів із колегою Анною Балент.

### Телебачення

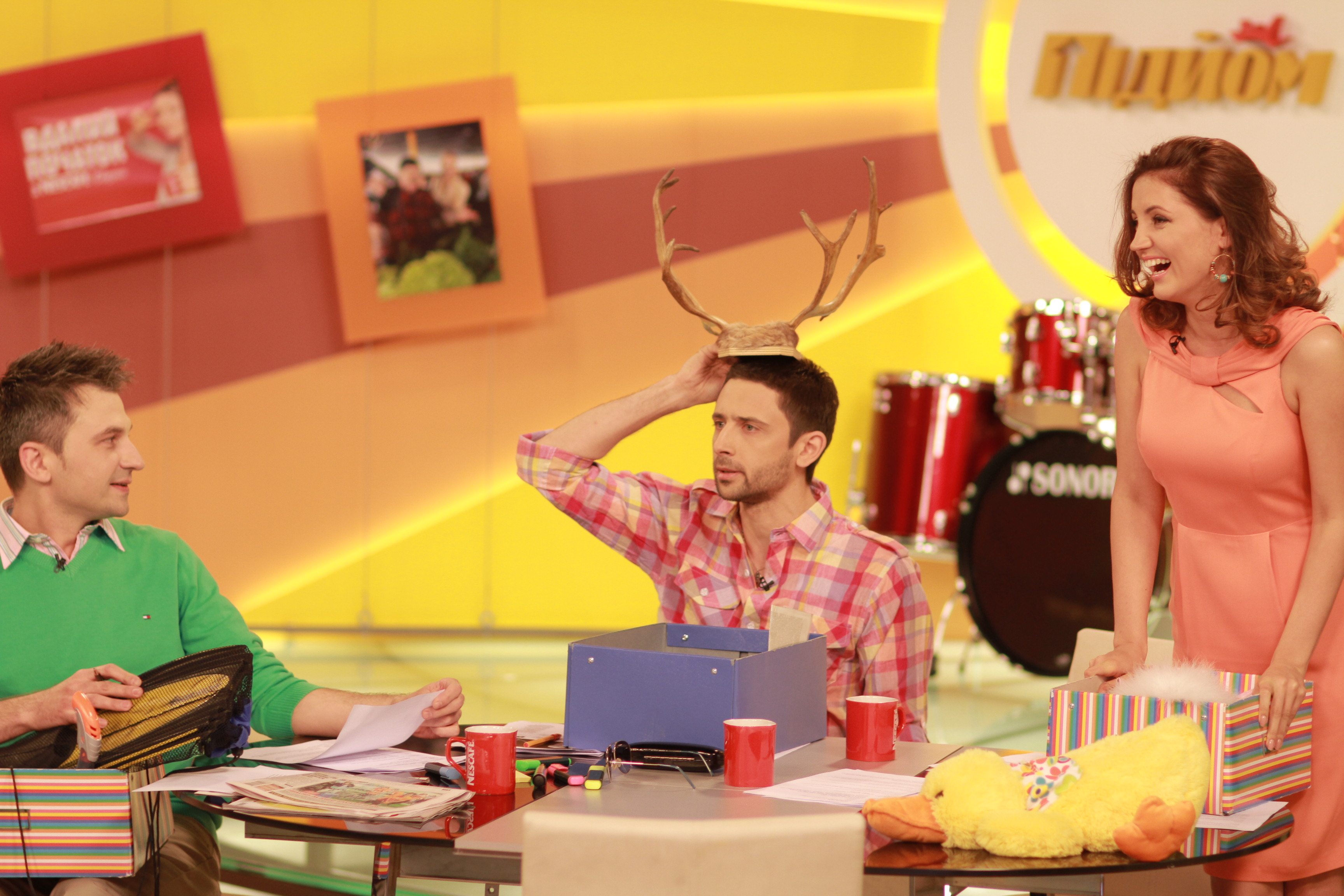
Андрій Шабанов (програма «Підйом», Новий канал)

У 2009 році Андрій Шабанов зіграв невелику роль телеведучого у серіалі «Йохан да Мар'я» (режисер Юрій Стицьковський), 23 серія. Тоді про кар'єру телевізійника Шабанов серйозно ще не замислювався.
Навесні 2011 року робота телеведучого знайшла Шабанова у Чернівцях. Андрію зателефонували з Нового каналу і запропонували спробувати себе на роль ведучого легендарного на українському телебаченні ранкового шоу Підйом. Через два тижні він вийшов у прямий ефір у парі з політичним журналістом, теле- і радіоведучим Романом Скрипіним. Незвичайний дует шоуменів з різними поглядами на життя, політику, шоу-бізнес, різного темпераменту і зовнішності привернув увагу аудиторії. Пізніше до них приєдналася співачка, теле- і радіоведуча, фіналістка першого сезону реаліті-шоу Фабрика зірок Ольга Цибульська. Майже рік Шабанов піднімався щодня о 5 ранку. А навесні 2012 року став ведучим програми про шоу-бізнес Піранії. Шоу про скандали, інтриги та плітки у вечірньому ефірі Нового каналу йшло з успіхом і у 2013 році переросло в інформаційно-розважальну програму «Абзац!», Новий канал. Тепер у Шабанова знову з'явився співведучий — журналіст, креативний продюсер проєкту Михайло Шаманов. З 2015 компанію Андрію в ефірі складала телеведуча Ірина Волкова,а з 2016-го Шабанов — єдиний ведучий проєкту. Влітку 2014 року виступив у ролі самого себе — саркастичного, іронічного шоумена — у першому українському корисному серіалі «Проєкт Перфект». У новому для української аудиторії жанрі серіаліті все відбувалося по-справжньому — героїня Таня Бобрікова взялася змінити своє життя за 90 днів. Андрій по-дружньому підтримував і щедро критикував всі старання дівчини.
З лютого 2016-го року разом з Іриною Хоменко став ведучим постшоу до проєкту журналістських розслідувань «Таємний Агент» на Новому каналі.

### Стенд-Ап Шоу

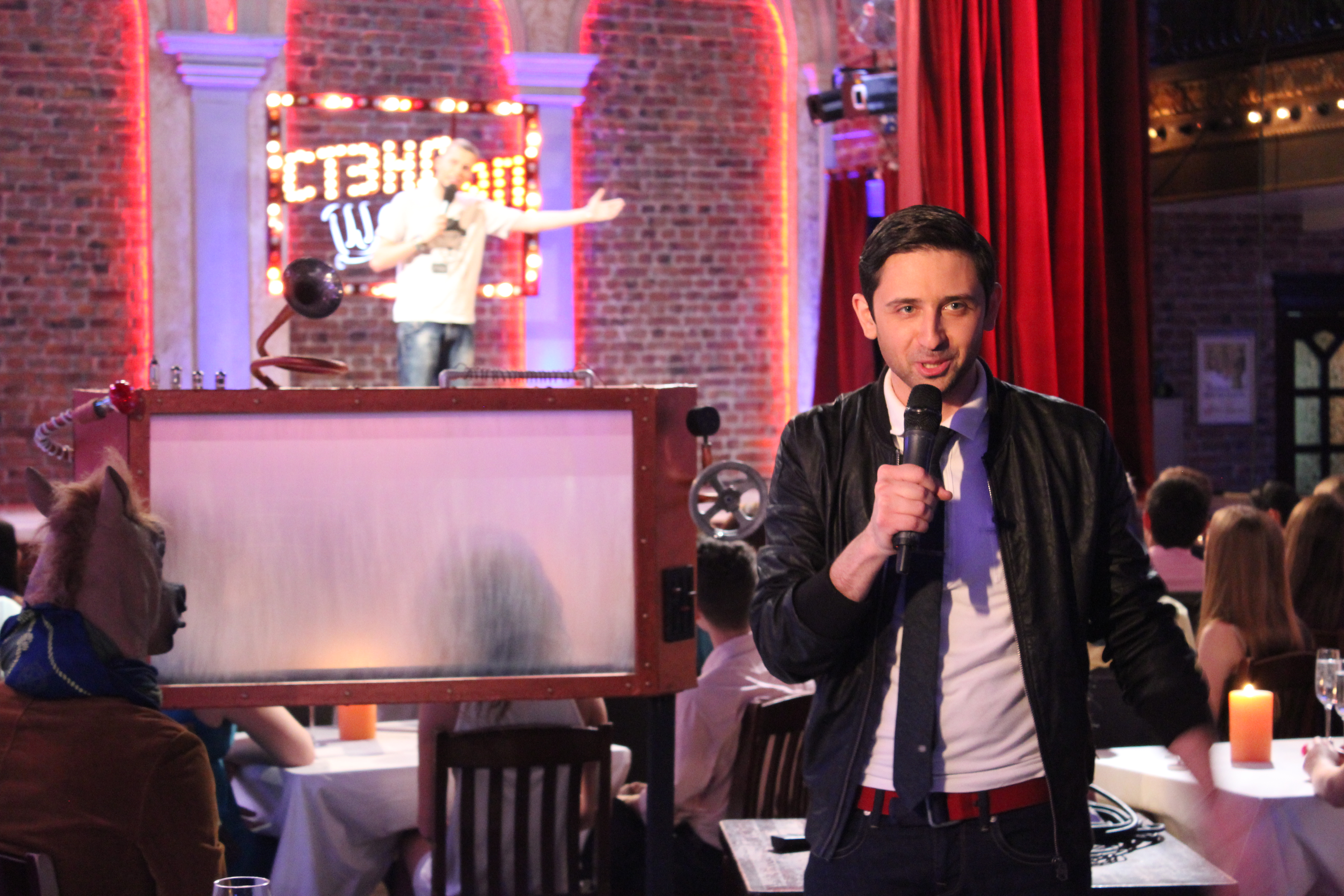
Андрій Шабанов у «СтэндАп Шоу»

4 жовтня 2014 року на екрани вийшов авторський проєкт Шабанова «Стенд-Ап Шоу». Андрій став у цьому проєкті не лише ведучим, а й креативним продюсером «Стенд-Ап Шоу».
Улітку 2012 року Андрій Шабанов побував у Нью-Йорку. В одному з найстаріших і найвідоміших комедійних клубів «COMEDY CELLAR». Саме тоді йому спала на думку ідея створити проєкт для українського ТБ, де вісім нікому не відомих коміків виходили б на малесеньку сцену і жартували.
В Україні Андрій взявся реалізувати свою мрію. Рік пішов на те, щоб відшукати коміків. Причому, гумористів збирали не лише в Україні, а по всьому СНД. Команда вийшла інтернаціональною, і тим було цікавіше. Незабаром у Києві стартували перші клубні стенд-ап виступи. Формат коротких смішних монологів гумористів про своє життя, на зрозумілі побутові теми стали користуватися успіхом і популярністю.
А влітку 2014 року мрія Шабанова здійснилася — творча рада Нового каналу прийняла проєкт і стартували зйомки стендап-комедії «Стенд-Ап Шоу». Уже в осінньому телесезоні цього ж року відбувся перший ефір. Шоу виходило в ефірі у вихідний день, конкуруючи з найкращими комедійними проєктами України. Частка проєкту — на рівні середньої частки каналу. Глядачам продукт припав до смаку.

## Нагороди

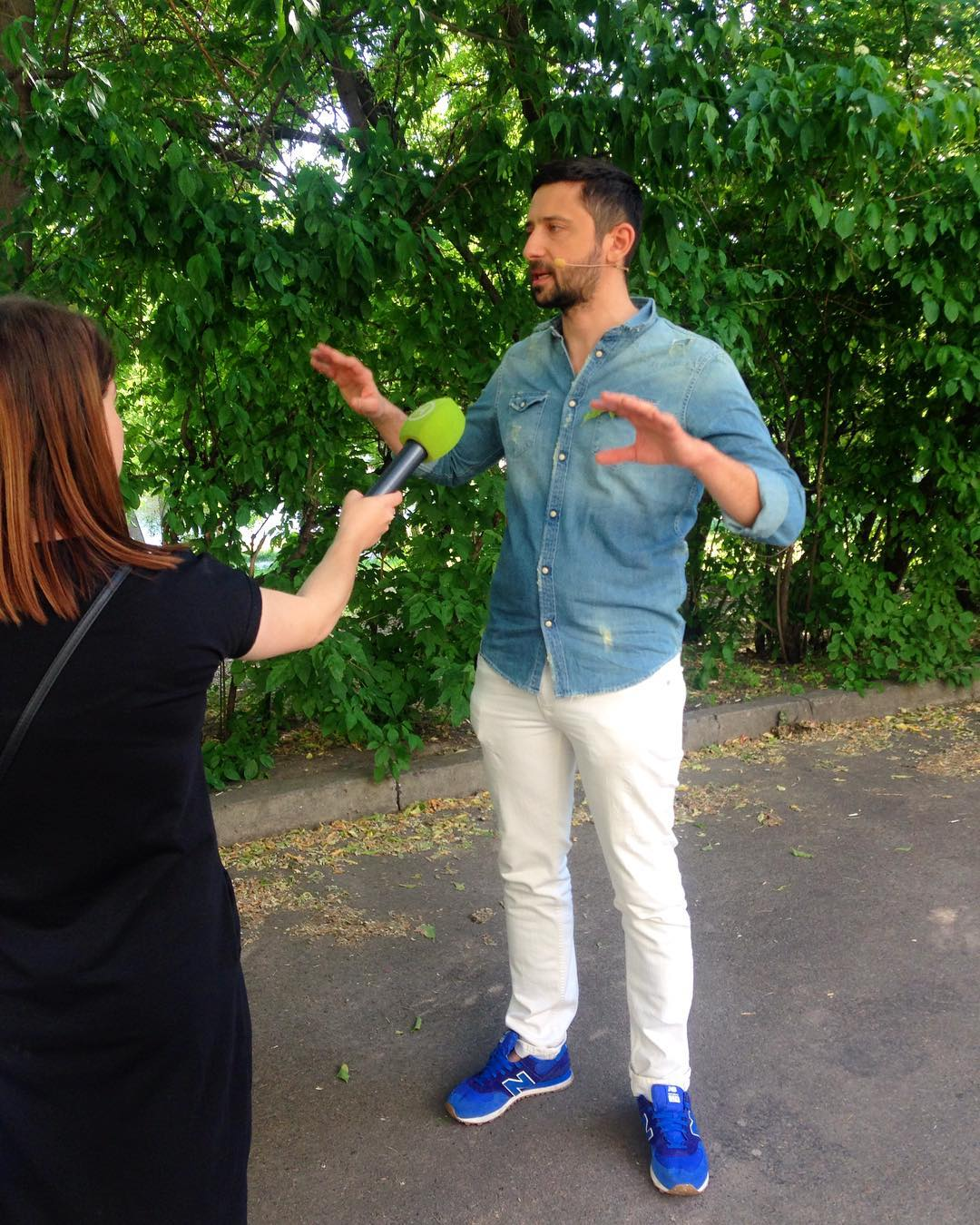
Андрей Шабанов на съемках шоу Нового канала «Зоряні яйця».

1. Премія «Золота Жар-Птиця» 1999, номінант. Номінація — «Найкраща радіопрограма», ведучий/продюсер — Андрій Шабанов
2. Премія Золоте Перо 2001, лауреат. Номінація — «Найкраща інформаційна програма — радіо», «Просто Новости. Програмний директор радіостанції — Андрій Шабанов»
3. Премія Золоте Перо 2002, лауреат. Номінація — «Найкраща інформаційна програма про спорт — радіо», «Спортивные Новости». Програмний директор радіостанції — Андрій Шабанов
4. Премія Золоте Перо 2002, лауреат. Номінація — «Найкраща музична програма — радіо», «Зоряні Війни». Продюсер програми — Андрій Шабанов. Програмний директор радіостанції — Андрій Шабанов
5. Премія Золоте Перо 2005, лауреат. Номінація — «Найкраща розважальна програма — радіо», «Глобус України». Генеральний продюсер радіостанції — Андрій Шабанов
6. Премія Золоте Перо 2007, лауреат. Номінація — «Найкраща інформаційна програма — радіо», «Просто Новости»[21]. Генеральний продюсер радіостанції — Андрій ШабановАндрей Шабанов на съемках шоу Нового канала «Зоряні яйця».

## Цікаві факти
- Перше інтерв'ю зі знаменитістю взяв у Лариси Доліної. Так хвилювався й нервував, що зміг поставити лише одне запитання: «Скажіть, а чому ви ніколи не розповідаєте, що ви з Одеси?» На що зірка відповіла: «Чому це не розповідаю? Я завжди про це згадую». На цьому інтерв'ю закінчилося.
- Нескінченно закоханий у рідне місто[22] і відданий йому. Поживши в Америці, кількох містах України, незмінно повертається до Одеси. Лише там почувається коханим і приголубленим.
- З дитинства захоплений вивченням історії рідного міста. У шкільні роки вивчив Одесу релігійну, Одесу бандитську, Одесу — портове місто. Дружить із найкращими екскурсоводами. Любить для гостей і друзів влаштовувати пізнавальні піші прогулянки.
- Любов до музики зародилася ще у підлітковому віці. Постійно слухав «Voice of America Europe». До того ж, батьки виховали хороший смак до музики — вдома були платівки The Beatles, The Rolling Stones, Елтона Джона, Вітні Г'юстон, Лайонела Річі, випущені радянською звукозаписною студією Мелодія.
- Перші гроші заробив у 13 років на будівництві. Батько друга влаштував їх підсобними робочими.